# André Michaud
Pour les articles homonymes, voir Michaud.
André Michaud (né le 6 octobre 1892 à Paris où il est mort le 29 octobre 1963) est un acteur français, régisseur général et dompteur d'animaux.

## Biographie
Fils de trappeur canadien, il commence sa carrière comme dresseur de fauves au cirque Pinder. Au cinéma il tient le rôle de mauvais garçons dans les années 1930.
Il a installé sur la butte Montmartre une école d'animaux pour le cinéma, formant en particulier l'ours Miarka, le python Bouly, le lion Prince, la lionne Max, le léopard Toto, le chimpanzé Toto, le furet Coco ou le putois Fouilly, vus dans des films comme Le 95 prend des vacances, Le Clown Bux (1935) ou Le Loup des Malveneur (1943).

## Filmographie
- 1930 : Sous les toits de Paris de René Clair
- 1931 : Le Roi des Aulnes de Marie-Louise Iribe
- 1931 : À nous la liberté de René Clair
- 1931 : Dactylo de Wilhelm Thiele
- 1931 : Le Million de René Clair
- 1933 : La Margoton du bataillon
- 1934 : Brevet 95-75  de Pierre Miquel
- 1934 : Zouzou de Marc Allégret
- 1935 : Golgotha de Julien Duvivier
- 1938 : Deuxième Bureau contre Kommandantur de Léon Mathot
- 1941 : Andorra ou les Hommes d'airain
- 1942 : L'Amant de Bornéo
- 1949 : Les Amants de Vérone (régisseur)
- 1950 : Justice est faite (régisseur)
- 1951 : Les loups chassent la nuit (régisseur)
- 1951 : Édouard et Caroline (régisseur)